# Andenmöwe

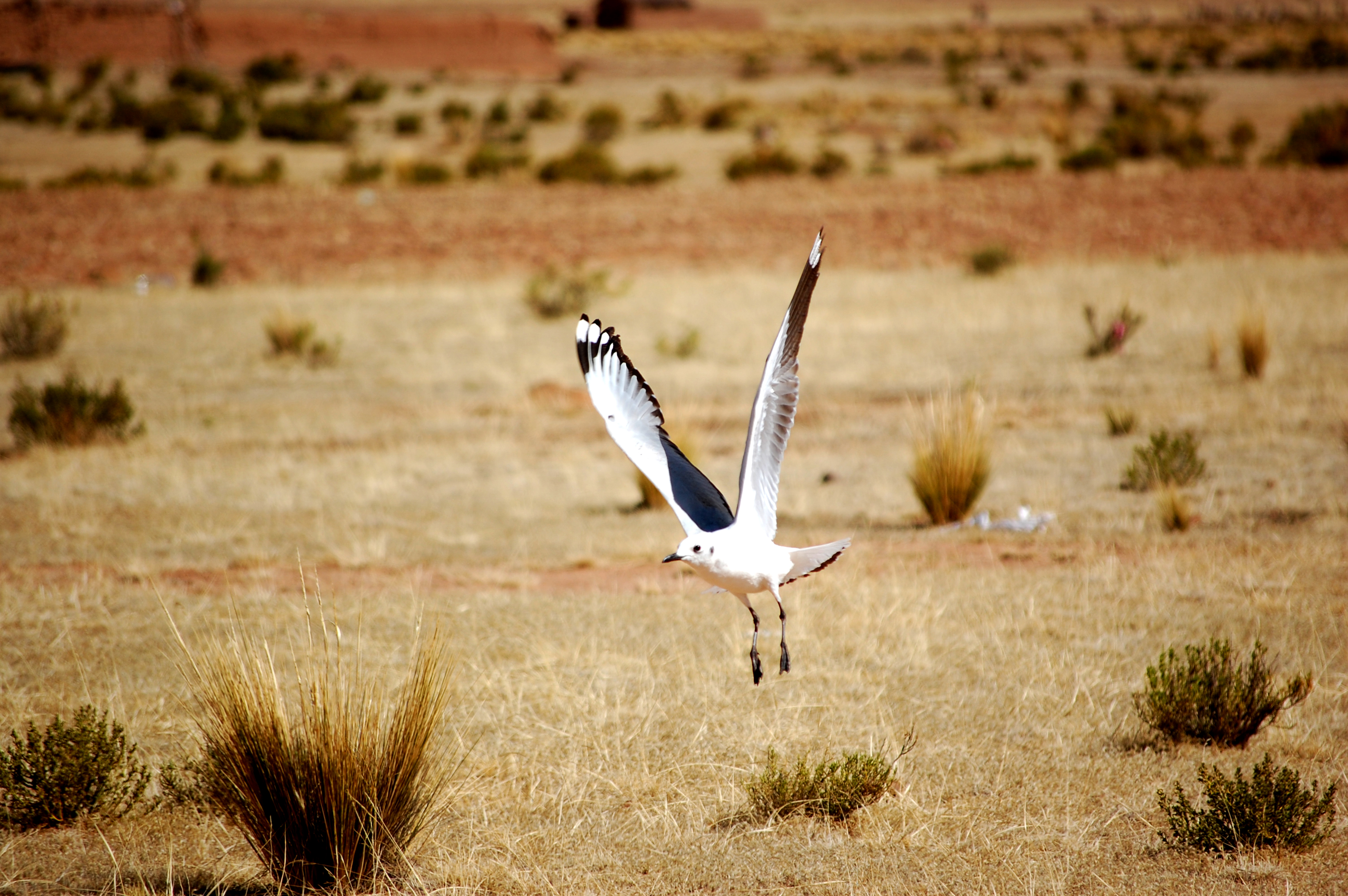
Andenmöwe im ersten Winter

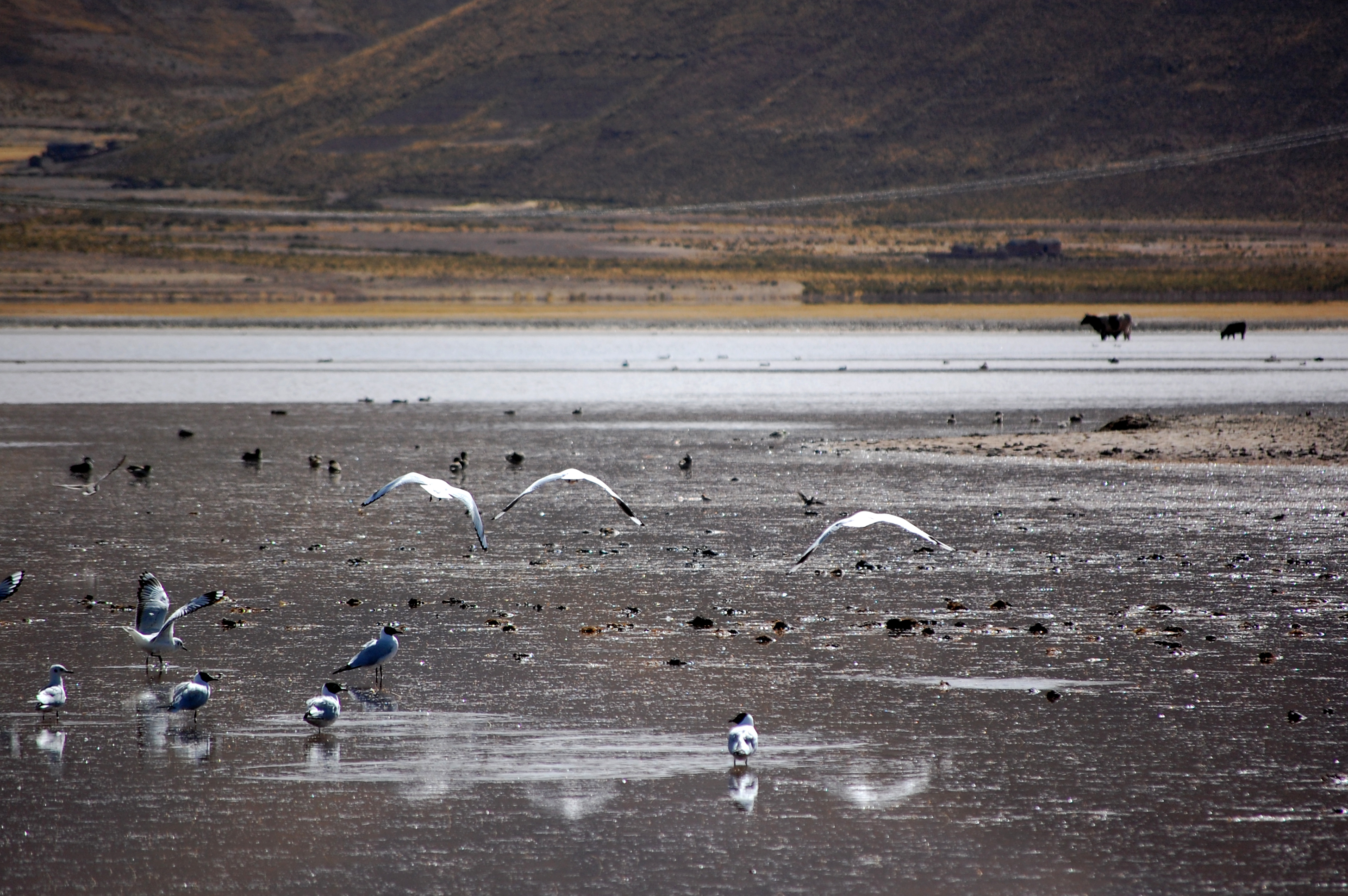
Andenmöwen an einem See

Die Andenmöwe (Chroicocephalus serranus, Syn.: Larus serranus) ist eine mittelgroße, schwarzköpfige Möwenart, die an Andenseen zwischen Nord-Ecuador und Nord-Chile brütet und in weiten Gebieten der südamerikanischen Pazifikküste überwintert.

## Beschreibung
Die Andenmöwe ist mit 44–48 cm Körperlänge etwas größer als eine Sturmmöwe. Die Geschlechter unterscheiden sich nicht. Im Brutkleid zeigt die Art eine glänzend schwarze Kopfkappe, aus der ein weißer, vorn unterbrochener Augenring deutlich hervorsticht. Hals und Nacken sind bis auf den vorderen Rücken weiß. Die ebenfalls weiße Unterseite kann leicht rosa überhaucht sein. Mantel und Oberflügel sind hellgrau. Das Muster der Handschwingen ist unverwechselbar. Der distale Teile des Handflügels ist überwiegend weiß. Über die äußeren drei Handschwingen, die schwarze Spitzen tragen, verläuft ein schwarzes Mittelband. Die inneren Handschwingen zeigen schwarze Subterminalfelder und weiße Spitzen. Besonders charakteristisch ist das Muster von der Unterseite: hier wirkt der distale Teil des Flügels nahezu schwarz mit einem fast halbkreisförmigen weißen Spiegel auf den äußeren Handschwingen. Schnabel, Füße und Beine sind schwärzlich mit dunkel rötlichem Anflug. Die Iris ist braun.
Im Winterkleid fehlt die schwarze Kopfkappe. Der Kopf ist bei einigen Exemplaren oberseits streifig; vor dem Auge und auf den hinteren Ohrdecken befinden sich schwarze Flecken. Im Jugendkleid sind Oberkopf, Hals und vorderer Rücken bräunlich gesprenkelt. Der Handflügel weist ein komplexes, schwarz-weißes Muster auf und die Armschwingen sind braun. Beine und Füße sind ebenfalls braun. Der Schwanz trägt eine schwarze Subterminalbinde, die auch noch bei Einjährigen erhalten bleibt.

Verbreitungsgebiete der Andenmöve:
Brutgebiete
Winterquartiere
ganzjährig

## Verbreitung und Bestand
Das Brutareal der monotypischen Andenmöwe erstreckt sich vom nördlichen Ecuador südwärts durch große Teile Perus bis in den Westen Boliviens, den Norden Chiles und die Provinz Tucumán im Norden Argentiniens. Sie brütet dort an Kiesbänken in Flüssen oder auf kleinen Inseln in Seen des Altiplano in Höhen zwischen 4000 und 5300 m, seltener auch in niedrigeren Lagen.
Obwohl der Weltbestand mit möglicherweise unter 50.000 Brutpaaren nicht groß ist, wird die Art aufgrund ihres großen Verbreitungsgebiets als nicht gefährdet (“least concern”) angesehen. Der Großteil des Bestandes brütet an abgelegenen Seen und ist daher wenig gefährdet, lokal kann die Art jedoch durch Landwirtschaft und andere menschliche Faktoren Störungen ausgesetzt sein.

## Wanderungen
Viele Andenmöwen sind Standvögel, der größere Teil überwintert aber an Flussmündungen, Seen, in Sümpfen und auf Feldern an der Pazifikküste. Die Vorkommen reichen dort von Nord-Ecuador südwärts bis in die chilenische Provinz Aisén. Einige Vögel gelangen auch an die Atlantikküste, werden dort aber aufgrund der Ähnlichkeit mit anderen Möwenarten wie der Patagonienmöwe wohl oft übersehen.

## Nahrung
Die Nahrung der Andenmöwe besteht aus Regenwürmern, Insekten, Amphibien und kleinen Fischen. Gelegentlich kommen Eier und junge Nestlinge benachbarter Brutvogelarten hinzu. Außerhalb der Brutzeit ernährt sich die Art von  Fischereiabfällen, Fischen und anderen Meerestieren.

## Fortpflanzung
Die Brutzeit variiert je nach klimatischen Bedingungen, liegt aber meist zwischen Juli und August. Die Art brütet für gewöhnlich in kleinen Kolonien, bisweilen auch in Einzelbrutpaaren. Im Unterschied zu anderen Möwenarten herrscht an den Kolonien wenig Lärm; bei Gefahr durch Eindringlinge wird die Kolonie verlassen. Das Nest kann zwischen Grasbüscheln oder Felsen auf bewachsenen Inseln stehen oder auf einer schwimmenden Plattform angelegt sein. Der Nestabstand beträgt 1–3 m. Das Gelege besteht aus 2–3, seltener 1–4 Eiern. Wie bei der Graumöwe ist die Eierschale sehr feinporig, so dass nur Wasserdampf austreten kann.